# 道地的沙巴人
《道地的沙巴人》是马来西亚双人音乐组合大气层于2018年发行的单曲。这首歌曲由赫兹伦雷纳创作，歌词穿插马来语和卡达山杜顺语，曲风融入沙巴传统和流行音乐风格，快速突破百万点击率。

## 文化背景
“沙巴汉”（Sabahan）一词是沙巴民族的自称，代表卡达山杜顺人、马来人、华人等族裔不分种族和宗教，和谐共存的文化象征。
这首歌曲的歌词及MV内容，表现沙巴人民在初次见面的时候，首先的问候语是“来自哪个村子”，再从此聊开话题，忠实呈现出沙巴人民对“你是什么人”这个问题，在乎的核心价值观是“你来自哪里”，更甚于是“你来自哪个族裔”。
另外一个特点，是呈现沙巴的象征符号，包括：沙巴神山与人文景观、州旗、语言的特殊口音，以及沙巴传统文化的苏马绍舞。

## 流行
这首歌曲的节奏轻快、歌词通俗，在极短时间内迅速流行，其中几段描述“我来自哪里”、“我这样做……你就会相信”、“我说哪里的方言”的歌词，可以轻易改编，许多网络创作者 及美国海军陆战队第3远征军军乐团 都翻唱过这首歌曲。2020年11月，沙巴COVID-19隔离中心的医护人员，也以这首歌曲鼓舞被隔离的检疫隔离患者。